# Oliferne
Le pic d'Oliferne est une montagne de 807 mètres d'altitude située en France dans le département du Jura (région Bourgogne-Franche-Comté). Il est sur la commune de Vescles, dans le canton d'Arinthod.
Oliferne domine la vallée de l'Ain et est situé sur la limite entre les départements de l'Ain et du Jura.

## Le château d'Oliferne
Le château d'Oliferne fut construit, au sommet du pic, vers 1230 par Jean de Chalon. À 807 m d'altitude, soit 500 m au-dessus de la vallée de l'Ain, le château domine également les vallées de la Bienne et la Valouse. Les colonies romaines établirent ici une tour d'observation afin de contrôler la navigation sur la Bienne et l'Ain.
Le château fut brûlé en 1592 par les troupes d'Henri IV, mais des ruines subsistent encore aujourd'hui : le mur d'enceinte de la basse-cour avec trois tours carrées et une tour circulaire, le logis du château et une partie du mur d'enceinte de la haute-cour. Un chantier de restauration des murs d'enceinte est conduit par l'Adapemont (Association pour le Développement et l'Aménagement de la Petite Montagne).

## Oliferne, lieu riche en légendes
D'après les ouvrages du folkloriste Désiré Monnier, Oliferne est le théâtre « d'enchantements ». Il évoque les mystères du chasseur nocturne, un chasseur fantôme qui traque les égarés dans une terrible chasse à courre au clair de lune, et de la Vouivre, étrange serpent ailé crachant du feu et ayant sur son front, comme unique œil, un diamant flamboyant nommé escarboucle.
Le colossal Dictionnaire des communes du Jura d’Alphonse Rousset (1854), traite de tous les aspects d'Oliferne, que ce soit historique avec son rôle de frontière au temps des Gaulois, la présence d'une tour Romaine dans l'Antiquité et enfin la construction du château par les sires de Chalon. Château qui fut pris par Thiébaud de Chauffour, capitaine de routiers en 1361. Démantelé sous Louis XI, lors des guerres de Bourgogne, vers 1480, il ne fut définitivement détruit qu'en 1592 par les armées du roi de France Henri IV. Le texte de Rousset est le plus complet, le plus détaillé et une légende lugubre y est mentionnée :

« Le seigneur d’Oliferne était un homme fourbe et cruel, constamment en guerre avec ses voisins. Un jour, ses ennemis parvinrent à prendre le fort, et le seigneur réussi à fuir par un souterrain, mais ses trois filles étaient restées au château. Par haine, les assaillants les enfermèrent dans trois tonneaux garnis de pointes et les jetèrent le long des pentes du pic d’Oliferne, où ils dévalèrent jusque dans la vallée de l’Ain. Elles réapparurent en face sous la forme de trois rochers, aujourd’hui dénommés les trois damettes. »

Rousset est aussi l'auteur de ces lignes qui dépeignent le cadre d'Oliferne :

« À entendre les villageois de Vescles, de Condes et de Boutavant parler de tous les prodiges et les enchantements dont Oliferne fut le théâtre, on croirait écouter l’admirable épopée des romans de la Table-Ronde que les bardes composèrent dans la forêt druidique de Brocéliande. »

D'autres auteurs se sont intéressés à Oliferne, et quelques textes recèlent des informations étonnantes. Par exemple une référence de l’Annuaire du Jura de 1810 fait mention de la présence d’ours à Oliferne. Ou beaucoup mieux : Un passage des Voyages pittoresques dans l'ancienne France de Charles Nodier (1820), nous donne une belle description du site, le récit des légendes et il parle aussi d'ours. Oliferne serait donc le dernier endroit de Franche-Comté à avoir abrité des ours.
Le texte le plus « romantique » de tous est sans nul doute  l’extrait des Vallées du Bugey, écrit par le baron Achille Raverat. Dans ce livre, le baron fait un récit terrifiant de la légende d'Oliferne. Il commence par une longue et angoissante description des ruines du château dominant le pic. Il dépeint un endroit lugubre, sinistre que les paysans traversent en courant de peur d’être rattrapés par les spectres qui hantent cette montagne. Ensuite, il raconte une histoire horrible. Cette dernière légende ressemble à s’y méprendre à celle de Rousset, à la différence notable, que les trois filles ne sont plus les filles du seigneur d'Oliferne mais ses captives, et que les assaillants sont leurs fiancés venus les arracher à un autre barbe bleue. Le supplice final est l’œuvre du seigneur, qui, voyant sa fin venir se venge des chevaliers en leur rendant leurs promises enfermées dans un tonneau garni de pointes qui jaillirent du haut des remparts en flammes, pour rouler jusqu'à la rivière d’Ain où elles sont réapparues sous la forme de trois rochers qui sont, cette fois-ci au pied du pic et non en face comme le dit Rousset. Ravérat raconte cette fable dans une prose romantique que ne renierait pas les meilleurs auteurs de son temps. Mais sa raison n’est point laissée en sommeil car le grand Baron en conclut que ces légendes ne sont que le fruit de la peur collective devant le télégraphe installé sur la montagne peu après la Révolution et qui a donné au pic son nom de « signal d'Oliferne ».

## Le sceau retrouvé à Oliferne
Il y a quelques années, une matrice de sceau métallique a été retrouvée sur les pentes du château d'Oliferne. Cette matrice a été déchiffrée récemment[Quand ?]. Néanmoins cette analyse est incertaine et elle fait l'objet actuellement d'une étude complémentaire.
Pour résumer l'analyse, les caractéristiques de cette matrice de sceau indiquent qu'elle aurait appartenu à un ecclésiastique de condition assez basse (curé, vicaire ou moine). Elle laisse apparaitre le nom de Cidonis de Monte-Desiderius, soit Sidoine de Montdidier en français. Son nom serait écrit en latin. L'arbalète y figurant vient du fait qu'il avait vraisemblablement ses armes sur ses armoiries.
Il daterait de la fin du XVIe siècle en raison de la date de la dernière destruction du château (1592) et de l'usage de ce type de sceau à cette période. Cependant, cette date est également remise en question et il pourrait être antérieur.